# Fantasia científica

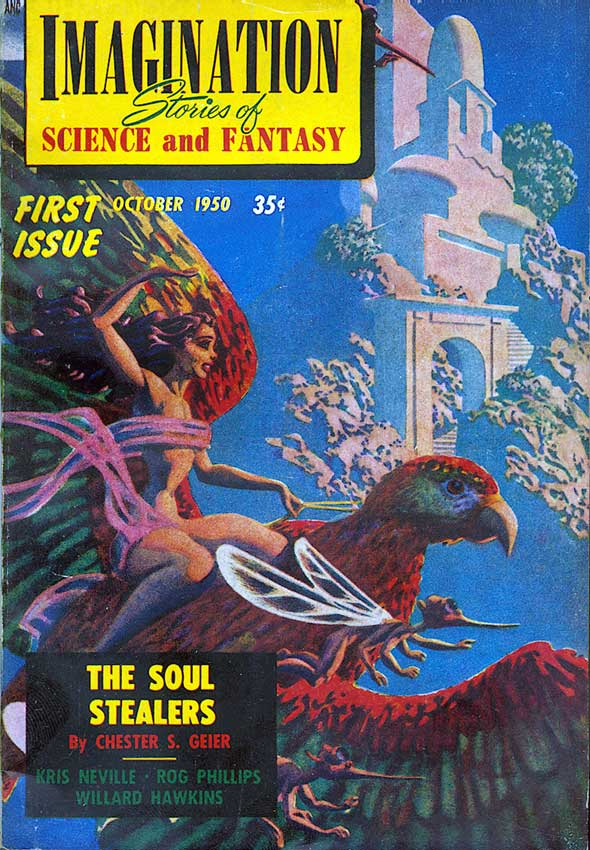
Capa da revista Imagination, Outubro de 1950

Fantasia científica é um gênero misto de narrativa que contém alguns elementos de ficção científica e fantasia. Ambos os gêneros e especialmente a fantasia, são eles mesmos pobremente definidos; conseqüentemente, a fantasia científica se furta ainda mais a uma definição.

## Correspondência ao conhecimento científico
Uma definição apresentada para o gênero é que "a ficção científica faz o implausível possível, enquanto a fantasia científica faz o impossível plausível". O sentido disso é que a ficção científica descreve coisas improváveis que podem ocorrer no mundo real sob certas circunstâncias, enquanto a fantasia científica dá um verniz de realismo a coisas que simplesmente não poderiam acontecer no mundo real, sob nenhuma circunstância.
O problema desta definição é que ela nem depende tanto do que o mundo real é na verdade (sendo o conhecimento humano do que é possível, no máximo, uma aproximação) mas de concepções locais e temporárias sobre com o que o mundo real se parece. De acordo com esta definição, The World Set Free de H.G. Wells era "fantasia científica" em 1913, porque descrevia uma tecnologia não-conhecida naquela época, mas nos anos 1930, quando a fissão nuclear podia ser vislumbrada, o livro tornou-se ficção científica. No outro lado da moeda, sob esta definição, muitas das primeiras obras de "ficção científica" como as de Jules Verne, que quando foram escritas planejavam ser extrapolações plausíveis de tecnologias existentes, podem agora serem consideradas "fantasia científica" com base em sua impossibilidade: sabe-se agora que o canhão que lançou o Columbiad em Da Terra à Lua de Verne, é seguramente tão improvável em teoria quanto na prática. Todavia, ele é apresentado com o máximo de seriedade (pseudo)-científica: afinal de contas, não há nada de fantástico com o canhão.
Outro problema é que, usando esta definição, mais da metade de todas as histórias publicadas como "ficção científica" seriam finalmente classificadas como fantasia científica, por empregar pouco mais do que palavreado para explicar aspectos cientificamente implausíveis tais como viagem-mais-rápida-do-que-a-luz, viagem no tempo e poderes paranormais como telepatia.

## Elementos do gênero
Para muitos usuários do termo, todavia, o estado corrente do conhecimento sobre o mundo é irrelevante. Para eles, "fantasia científica" é ou uma história de ficção científica (entendida como se queira) que afastou-se tanto da realidade que passa a "parecer" fantasia, ou uma história de fantasia que está tentando ser ficção científica. Enquanto estas são em teoria classificáveis como abordagens diferentes e por conseguinte gêneros diferentes (ficção científica fantástica contra fantasia científica), o produto final é, vez por outra, indistinguível.
O ditado de Arthur C. Clarke ("qualquer tecnologia suficientemente avançada é indistinguível da magia") indica porque isto é assim: um autor pode escrever uma fantasia usando magia de vários tipos, e ainda assim transformar a história em ficção científica postulando alguma tecnologia altamente avançada, ou ciência ainda desconhecida mas totalmente provável, como uma explicação de como a magia pode acontecer. Outro escritor pode descrever um mundo futuro onde a tecnologia seja tão avançada que se torne invisível, e seus efeitos poderiam ser classificados como mágicos, se forem somente descritos como tais.
Logo, não há nada intrínseco sobre os efeitos descritos numa dada história que lhe diga se ela é ficção científica ou fantasia. A classificação de um efeito como "fantástico" ou "ciência-ficcional" é uma questão de convenção. Hiperespaço, máquinas do tempo e cientistas são convenções da ficção científica; tapetes voadores, amuletos mágicos e magos são alegorias da fantasia. Este é um acidente do desenvolvimento histórico do gênero. Em alguns casos, eles se sobrepõe: teleporte por um raio transmissor de matéria é ficção científica, teleporte por encantamento é fantasia. Um dispositivo portátil de camuflagem que conceda invisibilidade é ficção científica; um Anel do Poder que conceda invisibilidade é fantasia. Comunicação entre mentes pode ser "psiônica" ou pode ser uma antiga arte élfica. O que importa não é o efeito em si mesmo (geralmente cientificamente impossível, embora nem sempre avaliado desta forma pelos autores) mas o universo maior que ele pretende evocar. Se este for de viagens espaciais e pistolas de prótons, é classificado como "ficção científica" e os termos apropriados (dispositivo de camuflagem, transmissor de matéria) são utilizados; se for de castelos, veleiros e espadas, é classificado como "fantasia", e falaremos de anéis mágicos e viagem por encantamento.
Traçar uma linha entre a ficção científica e a fantasia não torna as coisas mais claras pelo facto de que ambos os gêneros usam mundos inventados, criaturas inteligentes não-humanas (por vezes, em FC tanto quanto em fantasia, baseadas em mitos: Shambleau e Yvala de C. L. Moore, por exemplo) e monstros incríveis. É em grande parte a palavra do autor que nos diz que os livros da série Narnia de C.S. Lewis se passam num mundo de fantasia em vez de outro planeta, ou que os primeiros livros da série Pern de Anne McCaffrey são de temática extraterrestre e que os "dragões" não são realmente dragões.
Mesmo o arcaísmo, uma das marcas convencionais mais fortes da fantasia, não é uma característica distintiva infalível: um mundo arcaico de armas afiadas e fortalezas com ameias pode ser simplesmente outro planeta que resvalou para a barbárie, ou que nunca emergiu dela. Alguns dos livros de da série Darkover de Marion Zimmer Bradley (como "Rainha da Tempestade", por exemplo), representam tal tipo de mundo completo, com tecnologia-indistinguível-de-magia.

## Histórico
O rótulo popularizou-se depois que muitas histórias de fantasia científica foram publicadas nos pulp magazines, tais como "Magic, Inc." de Robert A. Heinlein, "Slaves of Sleep" de L. Ron Hubbard e a série "Harold Shea" de Fletcher Pratt e L. Sprague de Camp. Todas eram histórias relativamente racionalistas publicadas na revista Unknown de John W. Campbell, Jr., tentativas deliberadas de aplicar as técnicas e atitudes da ficção científica à fantasia tradicional e aos assuntos lendários.
Outras publicações também investiram no gênero. A The Magazine of Fantasy & Science Fiction publicou, entre outras coisas, quase toda a série Operation de Poul Anderson (menos a última parte). Henry Kuttner e C. L. Moore publicaram romances em Startling Stories, juntos e separados. Estes trabalhos estavam estreitamente relacionados com outros feitos para "varejistas" como a Weird Tales, tais como as histórias de "Northwest Smith" escritas por C. L. Moore.
A "Ace Books" publicou uma série de livros como "Fantasia Científica" nos anos 1950 e 1960. Muitos deles, tais como as histórias de Marte escritas por Leigh Brackett, são ainda consideradas como tal. Outras, tais como Conan, the Conqueror de Robert E. Howard (assim batizada pelo editor Donald A. Wollheim, e publicada originalmente numa edição "Ace Double", juntamente com Sword of Rhiannon de Brackett) ou os livros da série "Witch World" de Andre Norton, são considerados agora fantasia estrita. Mercedes Lackey discutiu este período em sua recente introdução a uma edição abrangente dos três primeiros livros da série "Witch World"; nos Estados Unidos daquela época, estas eram praticamente as únicas histórias que usavam este rótulo.

## Subgêneros da fantasia científica

### Terra agonizante e Cenário apocalíptico
As histórias da série "Dying Earth"("Terra agonizante") de Jack Vance são por vezes classificadas como fantasia científica porque a cosmologia neles utilizada não é compatível com aquela convencionalmente aceite pela ficção científica. Outras histórias neste subgénero, tais como os romances Viriconium de M. John Harrison ou "The Book of the New Sun" de Gene Wolfe são geralmente classificadas como fantasia científica.
Os dois últimos filmes pós-apocalípticos da franquia Mad Max de George Miller, enquanto filmes de ação de ficção científica, contem elementos fantásticos à sua representação de um mundo devastado.

### Romance planetário
O romance planetário, uma história montada principalmente ou totalmente sobre um único planeta e exemplificando seus cenários, povos nativos (caso existentes) e culturas, oferece considerável escopo para a fantasia científica, no sentido da fantasia racionalizada pela referência às convenções da ficção científica.
A Voyage to Arcturus do romancista David Lindsay, publicada em 1920, é um dos exemplos mais antigos deste tipo, embora diferencie-se da maioria de seus congêneres por não assumir um cenário ciência-ficcional de viagem interplanetária ou interestelar; é muito mais um tipo de romance filosófico, o qual usa um planeta alienígena como pano de fundo para a exploração de temas filosóficos. Além do Planeta Silencioso de C.S. Lewis (1938), é um exemplo do mesmo tipo de história, embora neste caso as preocupações sejam teológicas. Em ambos os casos, os elementos mágicos são parcamente racionalizados e, no caso de Lewis, permanecem em total contraste com as máquinas pseudo-científicas que enquadram a história.
As histórias da série "Northwest Smith" de C. L. Moore podem ser diretamente classificadas no campo da fantasia/horror, mas utilizam um enquadramento de Space Opera e várias racionalizações pseudo-científicas: deuses e monstros são poderosos alienígenas, por exemplo.
Algumas das histórias de Leigh Brackett passadas em Marte e Vênus podem ser consideradas como fantasia científica, especialmente aquelas que ocorrem em partes distantes e bárbaras dos planetas, tais como People of the Talisman e The Moon that Vanished. Outras histórias passadas no mesmo mundo contém muito mais tropos da ficção científica. Todas as histórias de Brackett implicam que uma explicação racional, científica, para coisas tais como transmissão de pensamentos e a capacidade de criar ilusões visíveis está disponível em algum lugar, mas as explicações são geralmente mais assumidas do que tentadas.
Os romances da série "Duna" de Frank Herbert são também classificados por alguns como fantasia científica, provavelmente porque o planeta Arrakis dispensa a maioria dos (mas não todos) ornamentos tecnológicos que convencionalmente marcam uma história como "ficção científica"; todavia, seus conceitos cientificamente impossíveis (como presciência e memória genética) foram matéria-prima da ficção científica covencional durante muitos anos.
Os romances da série "Pern" de Anne McCaffrey e as histórias sobre Darkover de Marion Zimmer Bradley são muito mais obviamente fantasia científica, principalmente o primeiro por sua escolha do dragão, ícone da fantasia, no centro das histórias, e o último porque o aspecto da mágica racionalizada é um tema dominante. Ambos compartilham o conceito de expedições perdidas e a muito esquecidas, oriundas da Terra, que popularam os respectivos planetas e com o passar do tempo, regrediram a um estado de vida quase-medieval.
Alguns exemplos deste tipo de fantasia científica nublam deliberadamente a já vaga distinção entre poderes paranormais da ficção científica e magia; por exemplo, em The Queen of Air and Darkness de Poul Anderson, na qual alienígenas usam poderes psiônicos de ilusão para imitar mitos terrestres de fadas - que são por sua vez tradicionalmente consideradas como ilusionistas mágicas.

### FC transcendental
Algumas fantasias científicas usam mundos de fantasia com um mínimo de adornos da ficção científica, somente distinguíveis com dificuldade da fantasia padrão. Um exemplo antigo deste tipo é The Worm Ouroboros de Eric Rucker Eddison, cuja história transcorre nominalmente no planeta Mercúrio, mas um Mercúrio que é indistinguível sob qualquer forma de uma Terra de fantasia.
Na série "Witch World" de Andre Norton, o mundo de fantasia é apresentado como sendo parte de um universo paralelo. Existem uns poucos elementos de ficção científica não essenciais nas primeiras histórias desta série, que ficaram ausentes das posteriores.
Os livros da série "Shannara" de Terry Brooks, representam o mundo de fantasia como o futuro distante de uma civilização tecnológica extinta (por conseguinte, compartilhando algumas características com o subgênero da "Terra agonizante").

### Space opera
Normalmente, não se pensa em space opera como sendo fantasia científica, mas alguns exemplos invocam poderes paranormais vagamente explicados ou completamente inexplicados que se aproximam tanto da magia que são considerados por alguns como parte do gênero. Dentre estes, a série Lensman de E. E. Smith e a franquia Star Wars de George Lucas.

### Espada e planeta

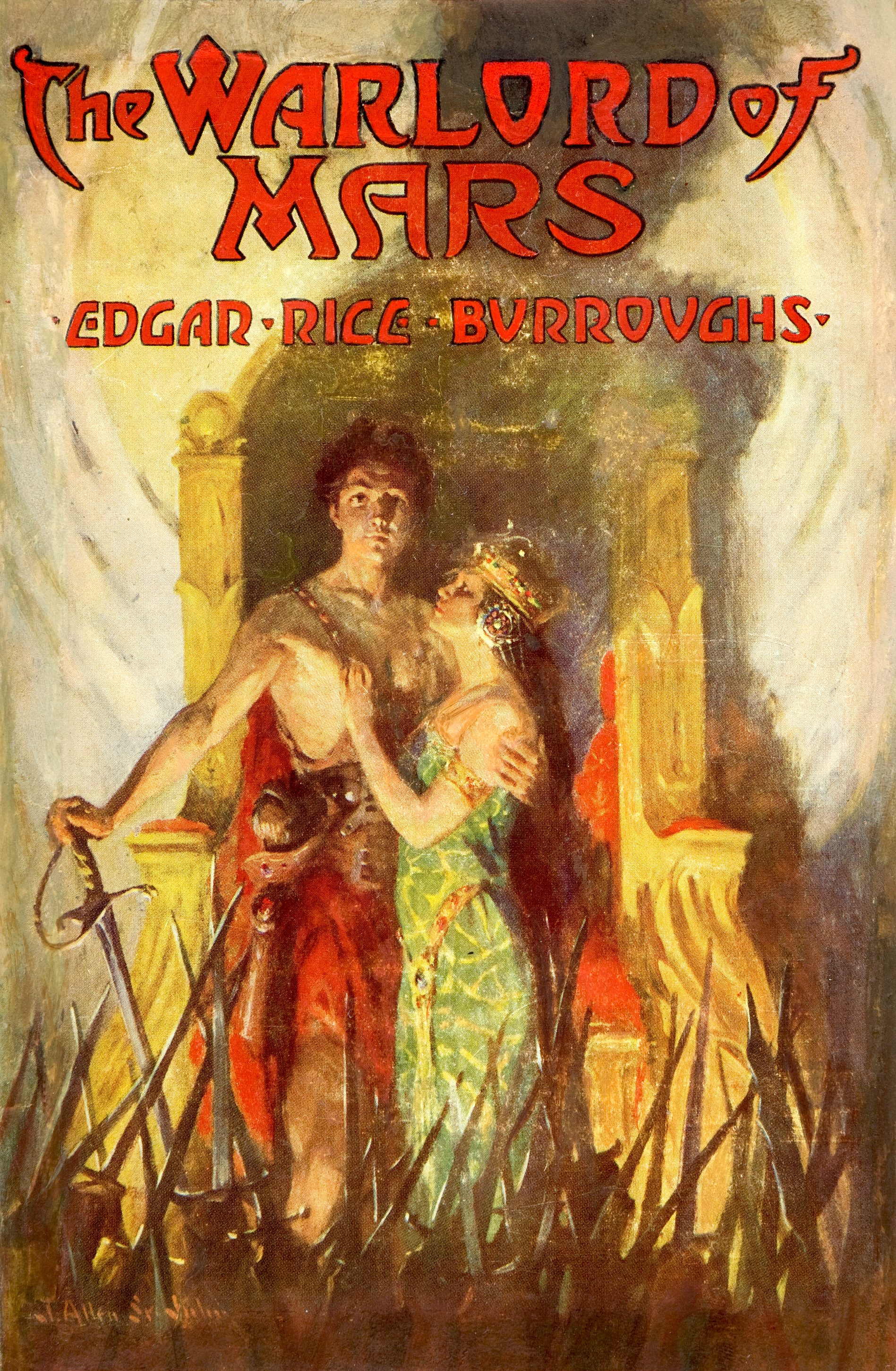
The Warlord of Mars de Edgar Rice Burroughs.

Muitos trabalhos de Edgar Rice Burroughs se encaixam nessa categoria, bem como aqueles de seus imitadores tais como Otis Adelbert Kline, Kenneth Bulmer, Lin Carter e John Norman. Eles são preponderantemente classificados como "fantasia científica" por causa da presença de espadas e, geralmente, de um sistema social aristocrático arcaico; os romances de Burroughs, todavia, são céticos em espírito e quase livres de elementos "fantásticos" não-racionalizados.
A mini-série norte-americana de histórias em quadrinhos Camelot 3000, escrita por Mike W. Barr e desenhada por Brian Bolland, publicada pela DC Comics entre 1982 e 1985, mostra a Terra do ano 3000 d.C. sendo invadida por alienígenas. Para salvar o planeta, o Rei Artur desperta de seu sono milenar sob o Monte Glastonbury e parte com Merlin na busca dos Cavaleiros da Távola Redonda em suas versões reencarnadas, para cumprir uma profecia que dizia que quando a Inglaterra mais precisasse, seu antigo rei ressurgiria para ajudar. Tanto Merlin quanto Artur fazem uso de magia para enfrentar os invasores, enquanto que os demais Cavaleiros (cujas almas imortais foram despertadas pela visão de um item supostamente mágico) portam pistolas laser e naves espaciais. A própria motivação da trama mistura fantasia e ficção científica, uma vez que a líder dos alienígenas agressores é Morgana Le Fay — Os E.T.s são criaturas altamente tecnológicas controladas pela influência mágica da bruxa Morgana. O filme Krull também cai nesta categoria, uma vez que o filme retrata uma história onde uma criatura alienígena onipotente invade um mundo de fantasia e os protagonistas deve encontrar uma maneira de lutar contra o alienígena.

### Outros subgêneros
Fantasia científica é também um assunto popular para RPGs, de ambas as variedades de mesa e vídeo games, este último mais popularmente enfatizado por jogos como Final Fantasy VII e VIII, que incorporam elementos de fantasia, como magia ambientados em um futuro distópico. Um dos primeiros jogos de RPG de mesa fazer referência ao termo foi Gamma World publicado pela TSR, Inc. em 1980 (a mesma empresa que lançou Dungeons and Dragons). Outros RPGs de mesa classificados como fantasia científica são Rifts e Shadowrun.
O gênero de fantasia científica tem alcançado popularidade moderada em anime e mangá. O gênero foi popularizado com Dragon Ball, franquia que mescla elementos de ficção científica, como alienígenas, robôs e alta tecnologia coexistem com conceitos sobrenaturais como deuses, demônios e poderes baseados na manipulação do ki, e atualmente pode ser visto em trabalhos mais recentes tais como Code Geass, Hellsing e Punchline.